# 대전승합
대전승합(大田乘合)은 대전광역시의 시내버스 운송 업체로 본사는 대전광역시 대덕구 신탄진로315번길 72 (신대동)에 있다

## 역사
- 1979년: 대전교통으로부터 분리, 창업
- 1982년: 삼천동 남선공원 입구(구 새로남교회 자리, 현 탄방동 관할)로 차고지 이전
- 1991년: 둔산 신시가지 개발로 비래동으로 차고지 이전
- 1999년: 차고지를 가수원동 늘푸른교회 인근으로 이전
- 2005년: 대전 최초로 저상버스 도입
- 2006년: 도안신도시 개발 및 대정동 공영차고지 조성으로 대정동 화물터미널로 이전
- 2013년: 신대공영차고지로 이전
- 2017년: 대전교통의 인수 및 계열사로 편입
- 2019년: 대전교통 계열사에서 분리
- 2020년: 전기버스 운행 시작(1대 도입)

## 운행 노선
- ● 첨단2번: 신구교 ~ 신동
- ● 107번: 대전역 ~ 동학사
- ● 123번: 원내동공영차고지 ~ 구암역
- ● 604번: 대전동신과학고 ~ 충렬사(판암역, 신흥역, 한밭종합운동장, 중앙로역, 용문역, 정부대전청사, 국립중앙과학관 경유)
- ● 615번: CJ대한통운 ~ 정림동
- ● 616번: 대전역순환(대동역, 대전복합터미널, 송촌동, 대화동, 대덕구청 경유)
- ● 1002번: 충대농대 ~ 새나루마을 9.10단지

## 보유 차량
전 차량이 현대자동차의 버스 차종으로 운행한다.
- 현대 그린시티
- 현대 뉴 슈퍼 에어로시티
- 현대 저상 뉴 슈퍼 에어로시티
- 현대 일렉시티

## 갤러리

대전시내버스 23번
대전시내버스 104번
대전시내버스 704번
대전시내버스 113번
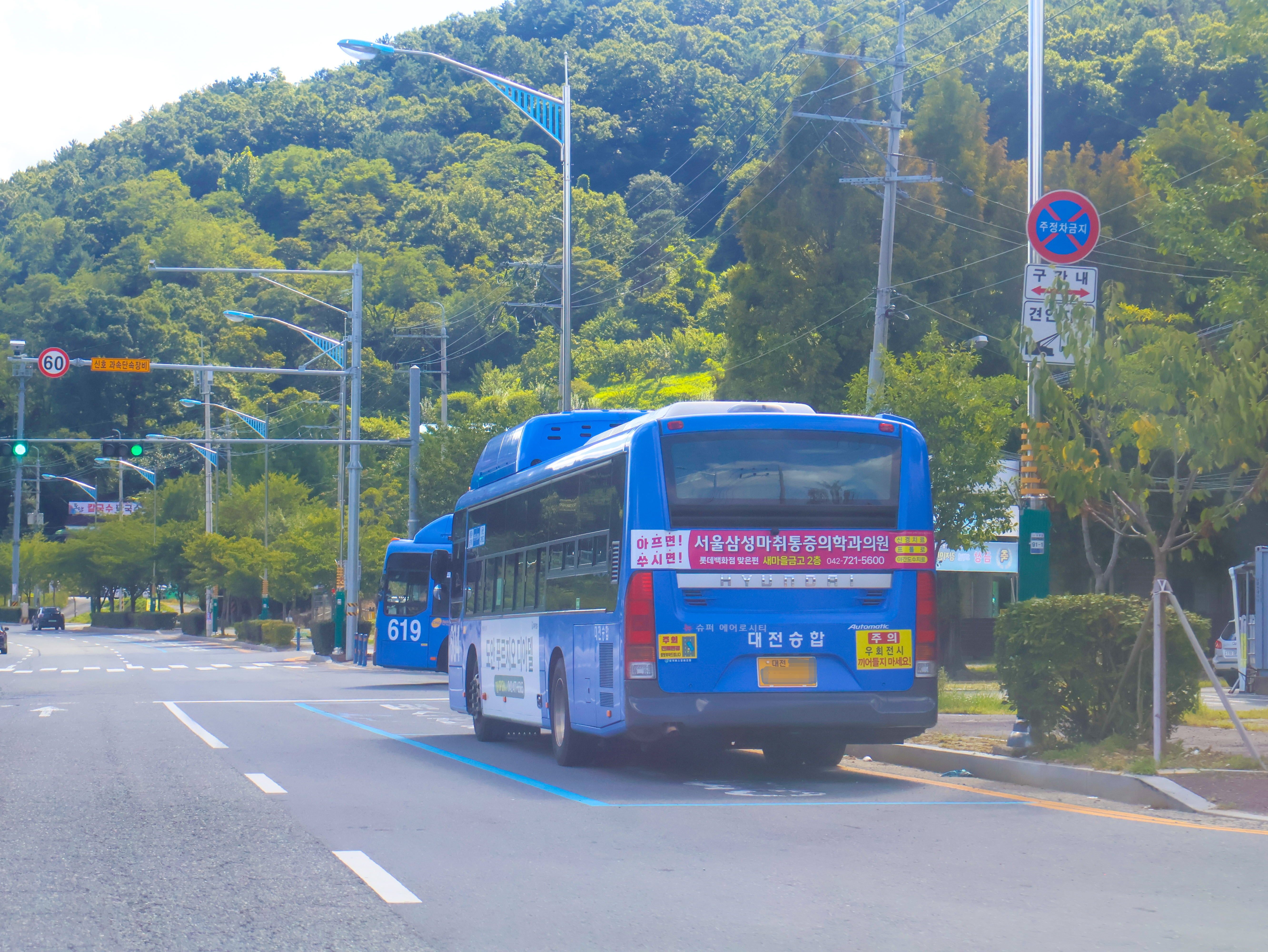
대전시내버스 619번